# Karin Svingstedt
Karin Sofia Svingstedt (* 13. November 1964 in Hassela) ist eine ehemalige schwedische Skilangläuferin.

## Werdegang
Svingstedt, die für den Stockviks IF startete, gewann in der Saison 1987/88 mit dem siebten Platz über 20 km Freistil in Toblach ihre ersten Weltcuppunkte. Zudem holte sie dort mit der Staffel ihren einzigen Weltcupsieg und errang in Leningrad den dritten Platz mit der Staffel. Beim Saisonhöhepunkt, den Olympischen Winterspielen 1988 in Calgary, kam sie auf den 23. Platz über 5 km klassisch und auf den 22. Rang über 10 km klassisch. In der folgenden Saison erreichte sie mit dem fünften Platz in Klingenthal über 10 km klassisch ihre beste Einzelplatzierung im Weltcup und mit dem 24. Platz im Gesamtweltcup ihr bestes Gesamtergebnis. Zudem wurde sie in Falun Dritte und in Davos Zweite mit der Staffel. Bei den nordischen Skiweltmeisterschaften 1989 in Lahti lief sie auf den 27. Platz über 30 km Freistil, auf den 16. Rang über 10 km klassisch und auf den 15. Platz über 10 km Freistil. Zudem errang sie dort zusammen mit Magdalena Wallin, Anna-Lena Fritzon und Marie-Helene Westin den vierten Platz in der Staffel. In der Saison 1989/90 wurde sie Dritte in Bohinj und Zweite in Moskau mit der Staffel. Bei den nordischen Skiweltmeisterschaften im Februar 1991 im Val di Fiemme belegte sie den 35. Platz über 5 km klassisch, den 26. Rang über 15 km klassisch und den 21. Platz über 30 km Freistil und bei den nordischen Skiweltmeisterschaften 1993 in Falun den 36. Platz über 30 km Freistil und den 27. Rang über 15 km klassisch. Ihre letzten Weltcuprennen absolvierte sie im März 1996 in Falun, die sie auf dem 56. Platz über 15 km Freistil und auf dem 20. Rang mit der Staffel beendete. Bei den schwedischen Meisterschaften siegte sie in den Jahren 1989 und 1993 mit der Staffel von Stockviks.

## Teilnahmen an Weltmeisterschaften und Olympischen Winterspielen

### Olympische Spiele
- 1988 Calgary: 22. Platz 10 km klassisch, 23. Platz 5 km klassisch

### Nordische Skiweltmeisterschaften
- 1989 Lahti: 4. Platz Staffel, 15. Platz 10 km Freistil, 16. Platz 10 km klassisch, 27. Platz 30 km Freistil
- 1991 Val di Fiemme: 21. Platz 30 km Freistil, 26. Platz 15 km klassisch, 35. Platz 5 km klassisch
- 1993 Falun: 27. Platz 15 km klassisch, 36. Platz 30 km Freistil

## Weltcup-Gesamtplatzierungen
| Saison  | Platz | Punkte |
| ------- | ----- | ------ |
| 1987/88 | 39.   | 9      |
| 1988/89 | 24.   | 20     |
| 1990/91 | 39.   | 5      |
| 1992/93 | 44.   | 20     |
| 1994/95 | 70.   | 4      |